# James David Forbes
James David Forbes (Edimburgo, 1809 – Clifton, 1868) è stato un geologo scozzese.
Celeberrimo per aver inventato il sismometro nel 1842, fu docente di fisica all'università di Edimburgo dal 1833 al 1860. Valente glaciologo, fu autore degli studi Viaggi nelle Alpi di Savoia (1843) e La Norvegia e i suoi ghiacciai (1853).